# Lista de parques nacionais dos Estados Unidos
Os Estados Unidos possuem 59 áreas de proteção ambiental categorizadas como parques nacionais sob administração do Serviço Nacional de Parques (em inglês:  National Park Service - NPS), uma agência de seu governo federal. As áreas dos parques nacionais são designadas como tal pelo Congresso dos Estados Unidos. O primeiro parque nacional a ser criado, Yellowstone, foi estabelecido pelo Presidente Ulysses S. Grant em 1872. Em seguida foram criados os Parques Nacionais de Mackinac (em 1875) e Rock Creek, Sequoia e Yosemite (em 1890). O Ato Orgânico de 1916 criou o Serviço Nacional de Parques com a finalidade de "conservar o cenário e os objetos naturais e históricos, bem como a vida selvagem por estes abrigada e prover o aproveitamento dos mesmo de maneira que possa ser aproveitável e apreciado pelas futuras gerações." Muitos dos atuais Parques Nacionais foram criados primeiramente como Monumentos Nacionais. Sete Parques Nacionais (dos quais seis estão situados no Alasca) são catalogados como "Reservas Naturais", áreas com diferente nível de proteção e consideradas como unidade de conservação diferenciada.
O critério de seleção de uma área como Parque Nacional gira em torno de beleza natural, geologia única, ecossistema raro e oportunidades de lazer e recreação que a área oferece. Os Monumentos Nacionais, por outro lado, costumam ser selecionados por sua significância história ou arqueológica. Catorze dos Parques Nacionais são simultaneamente Património Mundial da UNESCO, enquanto outros vinte são designados Reservas da Biosfera.
Vinte e sete estados dos Estados Unidos abrigam Parques Nacionais, assim como os territórios da Samoa Americana e Ilhas Virgens Americanas. A Califórnia é o estado com maior número de áreas protegidas (9), seguida por Alasca (8), Utah (5) e Colorado (4). O maior parque nacional do país é Wrangell-St. Elias, no Alasca, com mais de 8 milhões de acres (32.375 km²), sendo superior em área a cada um dos nove menores estados. O menor dos Parques Nacionais é Hot Springs, no Arkansas, com pouco menos de 6 mil acres (24 km²). A área total protegida pela rede de Parques Nacionais é de aproximadamente 52 milhões de acres (211 mil km²).

## Lista dos Parques administrados pelo Serviço Nacional de Parques
| Parque                       | Imagem | Localização                   | Data de criação         | Área         |
| ---------------------------- | ------ | ----------------------------- | ----------------------- | ------------ |
| Acadia                       |        | Maine                         | 26 de fevereiro de 1919 | 198.5 km²    |
| Arcos                        |        | Utah                          | 12 de novembro de 1971  | 310.3 km²    |
| Badlands                     |        | Dakota do Sul                 | 10 de novembro de 1978  | 982.4 km²    |
| Baía Glacier                 |        | Alasca                        | 2 de dezembro de 1980   | 13,044.6 km² |
| Big Bend                     |        | Texas                         | 12 de junho de 1944     | 3,242.2 km²  |
| Biscayne                     |        | Flórida                       | 28 de junho de 1980     | 700.0 km²    |
| Cânion Bryce                 |        | Utah                          | 25 de fevereiro de 1928 | 145.0 km²    |
| Cânion Kings                 |        | Califórnia                    | 4 de março de 1940      | 1,869.2 km²  |
| Cânion Negro de Gunnison     |        | Colorado                      | 21 de outubro de 1999   | 124.4 km²    |
| Canyonlands                  |        | Utah                          | 12 de setembro de 1964  | 1,366.2 km²  |
| Capitol Reef                 |        | Utah                          | 18 de dezembro de 1971  | 979.0 km²    |
| Cascatas do Norte            |        |                               |                         | km²          |
| Cavernas de Carlsbad         |        | Novo México                   | 14 de maio de 1930      | 189.3 km²    |
| Congaree                     |        | Carolina do Sul               | 10 de novembro de 2003  | 106.3 km²    |
| Denali                       |        | Alasca                        | 26 de fevereiro de 1917 | 19,185.8 km² |
| Dry Tortugas                 |        | Flórida                       | 26 de outubro de 1992   | 261.8 km²    |
| Everglades                   |        | Flórida                       | 30 de maio de 1934      | 6,106.6 km²  |
| Fiordes de Kenai             |        | Alasca                        | 2 de dezembro de 1980   | 2,711.3 km²  |
| Floresta Petrificada         |        | Arizona                       | 9 de dezembro de 1962   | 896.0 km²    |
| Glacier                      |        | Montana                       | 11 de maio de 1910      | 4,100.0 km²  |
| Grand Canyon                 |        | Arizona                       | 26 de fevereiro de 1919 | 4,862.9 km²  |
| Grand Teton                  |        | Wyoming                       | 26 de fevereiro de 1929 | 1,254.7 km²  |
| Grande Bacia                 |        | Nevada                        | 27 de outubro de 1986   | 312.3 km²    |
| Grandes Dunas de Areia       |        | Colorado                      | 13 de setembro de 2004  | 434.4 km²    |
| Grandes Montanhas Fumegantes |        | Tennessee · Carolina do Norte | 15 de junho de 1934     |              |
| Haleakalā                    |        | Havaí                         | 1 de agosto de 1916     |              |
| Hot Springs                  |        | Arkansas                      | 4 de março de 1921      |              |
| Ilhas do Canal               |        | Califórnia                    | 5 de março de 1980      |              |
| Ilhas Virgens                |        | Ilhas Virgens Americanas      | 2 de agosto de 1956     |              |
| Isle Royale                  |        | Michigan                      | 3 de abril de 1940      |              |
| Joshua Tree                  |        | Califórnia                    | 31 de outubro de 1994   |              |
| Katmai                       |        | Alasca                        | 2 de dezembro de 1980   |              |
| Lago Clark                   |        | Alasca                        | 2 de dezembro de 1980   |              |
| Lago Crater                  |        | Oregon                        | 22 de maio de 1902      |              |
| Lassen Volcanic              |        | Califórnia                    | 9 de agosto de 1916     |              |
| Mammoth Cave                 |        | Kentucky                      | 1 de julho de 1941      |              |
| Mesa Verde                   |        | Colorado                      | 29 de junho de 1906     |              |
| Montanhas de Guadalupe       |        | Texas                         | 15 de outubro de 1966   |              |
| Montanhas Rochosas           |        | Colorado                      | 26 de janeiro de 1915   |              |
| Monte Rainier                |        | Washington                    | 2 de março de 1899      |              |
| Olímpico                     |        | Washington                    | 29 de junho de 1938     |              |
| Portas do Ártico             |        | Alasca                        | 2 de dezembro de 1980   |              |
| Redwood                      |        | Califórnia                    | 2 de outubro de 1968    |              |
| Saguaro                      |        | Arizona                       | 14 de outubro de 1994   |              |
| Samoa Americana              |        | Samoa Americana               | 31 de outubro de 1988   |              |
| Sequóia                      |        | Califórnia                    | 25 de setembro de 1890  |              |
| Shenandoah                   |        | Virgínia                      | 26 de dezembro de 1935  |              |
| Theodore Roosevelt           |        | Dakota do Norte               | 10 de novembro de 1978  |              |
| Vale de Cuyahoga             |        | Ohio                          | 11 de outubro de 2000   |              |
| Vale de Kobuk                |        | Alasca                        | 2 de dezembro de 1980   |              |
| Vale da Morte                |        | Califórnia · Nevada           | 31 de outubro de 1994   |              |
| Voyageurs                    |        | Minnesota                     | 8 de janeiro de 1971    |              |
| Vulcões do Havaí             |        | Havaí                         | 1 de agosto de 1916     |              |
| Wind Cave                    |        | Dakota do Sul                 | 9 de janeiro de 1903    |              |
| Wrangell-St. Elias           |        | Alasca                        | 2 de janeiro de 1980    |              |
| Yellowstone                  |        | Wyoming · Montana · Idaho     | 1 de março de 1872      |              |
| Yosemite                     |        | Califórnia                    | 1 de outubro de 1890    |              |
| Zion                         |        | Utah                          | 10 de novembro de 1919  |              |